# Hottentottenstottertrottelmutterbeutelrattenlattengitterkofferattentäter
Hottentottenstottertrottelmutterbeutelrattenlattengitterkofferattentäter (niem.) – zabójca (Attentäter) hotentockiej (Hottentotten) matki (Mutter) głupka i jąkały (Stottertrottel) umieszczony w kufrze (Koffer) z plecionki (Lattengitter) przeznaczonym do przechowywania schwytanych oposów (Beutelratten). Postać z anegdoty nieznanego autora, pojawiającej się w niemieckich zbiorach humoru z XIX w., które w polskiej wersji ukazało się w wydawnictwach Juliana Tuwima. Ten 72-literowy wyraz przytacza Tuwim w swojej monografii absurdu Pegaz dęba, do której materiały zbierał w latach 20. i 30. XX wieku. Pierwotny, 70-literowy wyraz Hottentotenstottertrottelmutterattentaterlattengitterkotterbeutelratte pojawił się już w 1928 roku w zbiorze A propos... 200 pereł humoru Juliana Tuwima. 
Słowo to, cytowane wraz z anegodotą, jest podawane jako satyryczny przykład złożenia, charakterystycznego dla języka niemieckiego.  Popularność tego słowa i samej anegdoty stała się przykładem skomplikowania i precyzji języka niemieckiego. Słowo to też jest podawane jako przykład charakterystycznych dla języka niemieckiego długich rzeczowników złożonych—które bywają przedmiotem szyderczej krytyki.  Mark Twain, przytaczając anegdotę, zaznacza, że sednem tej anegdoty jest uzasadniona drwina z tego długiego niemieckiego słowa, choć wspomina on też, że nie jest ono prawdziwą konstrukcją, ale sztucznym tworem, który nie występuje w słownikach. Julian Tuwim, odnosząc się do Marka Twaina, prezentuje podobne podejście do tego typu słów, wspominając, że sami Niemcy kpią z tego typu konstrukcji.    
W latach dwutysięcznych słowo zyskało szerszą popularność i było przytaczane jako najdłuższe słowo za sprawą Waldemara Malickiego, który wspomina słowo i anegdotę w cyklu Filharmonia Dowcipu, który ukazał się na antenie TVP2.  W rzeczywistości najdłuższym słowem niemieckim jest również podobnie skonstruowane w celach satyrycznych złożenie Donaudampfschifffahrtselektrizitätenhauptbetriebswerkbauunterbeamtengesellschaft, zaś najdłuższym słowem, które jest zapisane w słowniku jest 68-znakowy liczebnik Siebenhundertsiebenundsiebzigtausendsiebenhundertsiebenundsiebzig (777 777) a zaraz po nim wyraz Grundstücksverkehrsgenehmigungszuständigkeitsübertragungsverordnung.  

## Pełna wersja anegdoty

### Wersja z 1928 roku
Chociaż Niemcy naogół pysznią się wszystkiem co niemieckie, poczucie zaś słynnego „über alles” rozwinięte jest u zachodnich sąsiadów naszych w sposób często niepokojący, mimo to w przystępie dobrego humoru potrafią zakpić nawet z własnej mowy. Jedno z pism niemieckich podaje następujące, bardzo zabawne, rozważania z dziedziny dźwięczności języka niemieckiego, w którym, jak wiadomo, istnieje mnóstwo słów złożonych.
 Jeżeli w kraju Hotentotów (Hottentoten) łapie się kangury (Beutelratte) do klatek (Kotter), zabitych deskami (Lattengitter), to taka klatka nazywa się po niemiecku Lattengitterkotter, a uwięziony w niej kangur: Lattengitterkotterbeutelratte. Kiedyś aresztowano hotentota za to, że wykonał zamach (Attentat) na hotentokę, matkę (Hottentotenmutter) dwojga jąkających się dzieci (Stottertrottel). Matka była więc Hottentotenstottertrottelmutter, a sprawa zbrodni — Hottentotenstottertrottelmutterattentater. Wobec braku miejsca w więzieniu, zamknięto go do wyżej wymienionej klatki dla kangurów (Beutelrattenlattengitterkotter). Zwierzę, przestraszone widokiem zbrodniarza, wyskoczyło z klatki, lecz zostało schwytane przez dozorcę, który melduje o tem policji.

 — Złapałem Beutelratte!

 — Którego?

 — Attentaterlattengittorkottenbeutelratte.

 — Takich jest kilka! O którym mówisz?

 — Hottentotenstottertrottelmutterattentater.

 — Aha! Przecież mogłeś odrazu powiedzieć, że to (uwaga!!): Hottentotenstottertrottelmutterattentaterlattengitterkotterbeutelratte!

### Wersja z 1950 roku
Pewnego dnia, Hotentoci (Hottentotten) zatrzymują mordercę (Attentäter), oskarżonego o zabójstwo pewnej matki (Mutter) hotentockiej (Hottentottenmutter), która w dodatku jest matką miejscowego głupka i jąkały (Stottertrottel). Taka matka po niemiecku zwie się Hottentottenstottertrottelmutter, zaś jej zabójca nazywa się Hottentottenstottertrottelmutterattentäter. Policja schwytała mordercę i umieściła go prowizorycznie w kufrze na kangury (Beutelrattenlattengitterkoffer), lecz więźniowi udaje się uciec. Rozpoczynają się poszukiwania. Po chwili do wodza przybiega hotentocki wojownik krzycząc:

— Złapałem zabójcę! (Attentäter).

— Tak? Jakiego zabójcę? — pyta wódz.

— Beutelrattenlattengitterkofferattentäter — odpowiada wojownik.

— Jak to? Tego zabójcę, który jest w klatce z plecionki, na kangury? — pyta hotentocki wódz.

— Tak — odpowiada tubylec — to jest ten Hottentottenstottertrottelmutterattentäter (zabójca hotentockiej matki głupka i jąkały).

— Aha! — rzecze wódz Hotentotów — trzeba było od razu mówić, że schwytałeś Hottentottenstottertrottelmutterbeutelrattenlattengitterkofferattentäter!